# Fareins
Fareins település Franciaországban, Ain megyében. Lakosainak száma 2524 fő (2022. január 1.). Fareins Beauregard, Chaleins, Frans, Messimy-sur-Saône, Arnas és Saint-Georges-de-Reneins községekkel határos.

## Népesség
A település népességének változása:
| Lakosok száma | 871  | 1385 | 1684 | 1894 | 2175 | 2192 | 2204 | 2213 | 2339 | 2524 |
|               | 1968 | 1982 | 1999 | 2006 | 2011 | 2015 | 2017 | 2018 | 2020 | 2022 |